# Prisión de Spaç
La Prisión de Spaç (en albanés: Burgu i Spaçit) fue una prisión política en la Albania comunista en la localidad de Spaç, en el actual municipio de Mirditë, condado de Lezhë. La antigua prisión se presenta ahora como un monumento nacional de segunda categoría. Había planes para convertir el sitio en rápido deterioro en un museo, pero para febrero de 2013, no se había realizado ninguna intervenciónn en el lugar. En 1973, un número de prisioneros en el campo de concentración de la cárcel protagonizó una rebelión donde se izó la bandera no comunista. En 1984, una rebelión similar tuvo lugar en la prisión de Qafe Bar.